# Еріка Селеш
Еріка Корнелія Селеш (угор. Szeles Erika Kornélia, 6 січня 1941, Будапешт — 8 листопада 1956, Будапешт) — угорська дівчина-підліток, учасниця антикомуністичного повстання 1956 року. Повстанський боєць і медсестра Червоного Хреста. Загинула в бою з радянськими військами. Завдяки фото данського фотографа Вагна Хансена стала одним з символів Угорської революції.

## Походження
Народилася в сім'ї угорських євреїв. Шандор Селеш, батько Еріки, став жертвою Голокосту — за одними даними, загинув у нацистському концтаборі, за іншими — помер в від голоду в гетто у 1944 році.
Еріка Селеш навчалася в пештському училищі громадського харчування імені Йожефа Добоша. З чотирнадцяти років працювала помічницею кухаря в ресторані при готелі «Béke». Ноемі Селеш (Блюменфельд), мати Еріки, була переконаною комуністкою. Однак під впливом друзів дівчинка-підліток перейнялася антикомуністичними поглядами.

## Участь в повстанні і загибель
Під час подій 1956 року Еріка долучилася до руху антикомуністичної молоді. З ентузіазмом відвідувала збори гуртка Петефі. З 23 жовтня — брала участь у повстанні в складі студентської бойової групи. Швидко освоїла автомат, брала участь в боях з Радянською армією у Будапешті.
1 листопада 1956 року данський фотокореспондент Вагн Хансен зробив фото дівчинки-воїна Еріки. Побоюючись за її життя, друзі вмовили Еріку перейти з бойового підрозділу в санітарно-медичну групу.
8 листопада 1956 15-річна Еріка, намагаючись винести пораненого бійця, потрапила під обстріл Радянської армії. Отримала смертельне поранення і померла на місці. 14 листопада її було поховано на кладовищі Керепеші. У 1990 році поруч з нею похована її мати.

## Посмертний образ
Листопадовий фотознімок зробив Еріку одним із символів Угорського повстання 1956 року.
Сьогодні образ Еріки Селеш часто протиставляється сучасним угорським ультраправим (зокрема, партії Йоббік), які обґрунтовують свій антисемітизм посиланнями на роль євреїв часів режиму Матіяша Ракоші.
|                                              | Я не знаю, чого хотіла ця дівчинка — урочистості соціал-демократії під керівництвом ліберального комуніста Імре Надя чи відновлення традиціоналістської диктатури кардинала Міндсенті… От тільки воювати з такими дівчатками — в цьому немає ні честі, ні доблесті. А ось ці дівчатка — захисниці своєї Батьківщини… |
| — Війна антинародна (рос.), Олександр Скобов | |

Через зовнішній вигляд Еріки на фотографії Хансена, — ватник, автомат ППШ, з-за пазухи видно руків'я пістолета ТТ, — угорську антикомуністку часто приймають за радянську партизанку.